# Hoplocarida
Hoplocarida, podrazred viših rakova čiji je dnas jedini živi red Stomatopoda s podredom Unipeltata. Postoje još dva fosilna reda iz paleozoika.

## Redovi
1. Stomatopoda
2. Aeschronectida Schram 1969
3. Palaeostomatopoda Brooks 1962